# Quartier de Bonne-Nouvelle
Quartier de Bonne-Nouvelle är Paris 8:e administrativa distrikt, beläget i 2:a arrondissementet. Distriktet är uppkallat efter kyrkan Notre-Dame-de-Bonne-Nouvelle.
2:a arrondissementet består även av distrikten Gaillon, Vivienne och Mail.

## Kyrkobyggnader
- Notre-Dame-de-Bonne-Nouvelle
- Saint-Sauveur (riven)

## Övrigt
- Rue des Degrés
- Square Jacques-Bidault
- Musée du Chocolat

## Bilder
| - De fyra administrativa distrikten i Paris andra arrondissement. - Karta över Quartier de Bonne-Nouvelle från 1834. - Square Jacques-Bidault. - Musée du Chocolat. |

## Kommunikationer
- Tunnelbana – linje   – Bonne-Nouvelle
- Busshållplats Réaumur – Sébastopol – Paris bussnät, linje 20